# Al-Madjma'ah
Al-Madjma'ah (Arabisch: المجمعة) is een stad en gouvernement in het noordwesten van de provincie Riyad in de Nadjd in Saoedi-Arabië. Het stadje heeft ongeveer 45.000 inwoners en is bekend vanwege zijn universiteit en andere aanwezige opleidingen. Het is opgericht in 1417 en kent enkele historische gebouwen, waaronder een bakstenen fort. Het grootste deel van de stad is echter vrij nieuw; er is een grote middenklasse en er vindt veel nieuwbouw plaats.

## Transport
Het stadje ligt op ongeveer tweehonderd kilometer ten noordwesten van Riyad aan de Qassim Highway. Er is een station van de Noord-Zuidspoorweg, dat in 2015 echter nog niet helemaal operationeel lijkt te zijn. De spoorlijn leidt naar de dichtstbijzijnde internationale luchthaven, het King Khalid International Airport bij Riyad. 

## Klimaat
Al Madjma'ah ligt in de woestijn. In de winter is het klimaat aangenaam; in de zomer is het er heet met uitschieters boven de vijftig graden.